# 原子半径

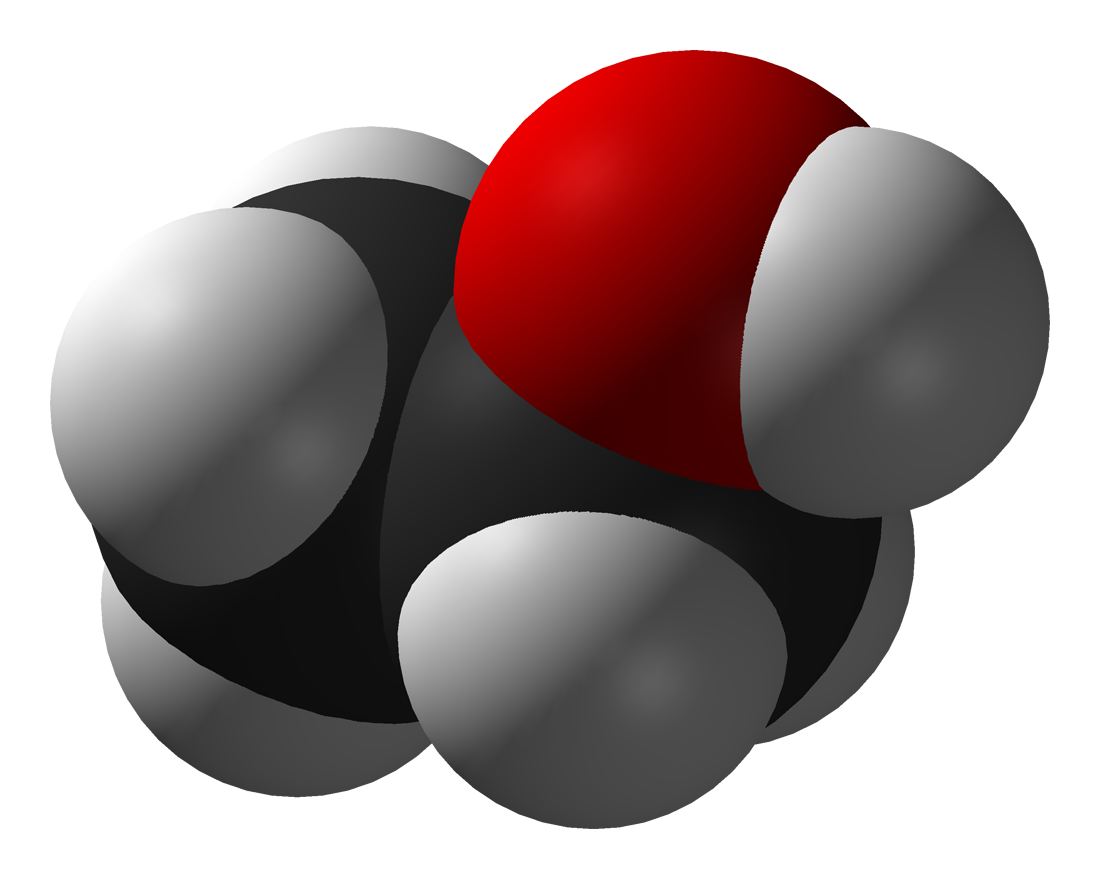
エタノール分子のおおよその形状。 CH_{3}CH_{2}OH。各原子はファンデルワールス半径を持つ球としてモデル化されている。

ヘリウム原子の模式図。電子の存在する確率密度分布を灰色の網掛けで示す。

原子半径（げんしはんけい、atomic radius）とは、原子を球とみなした場合の半径である。一般に原子核の中心から最も外側の孤立電子までの平均または典型的な距離を意味する。実際には原子の外側は電子雲が広がっていて、外部との境界面は存在せず、電子雲の形状も球形とは限らない。しかし、原子を球とみなすモデルは、液体や固体の密度、分子篩を介した流体の拡散、結晶内の原子やイオンの配置、分子のサイズと形状(空間充填モデル)など、多くの現象に対して定量的な説明と予測を行う上で有用である。
原子半径の値は、対象の原子が他の原子と結合した状態において、原子間距離を求めることによって得られる。一方で計算化学の分野においては単独の原子を仮定することにより計算を簡易にする場合もある。
孤立した中性原子の半径は30〜300pmまたは0.3〜3オングストローム程度である。したがって、原子の半径は、原子核の半径(1〜10 fm)の10000倍であり、可視光の波長(400〜700nm)の1/1000未満である。

## 定義
原子半径にはいくつかの異なった定義があり、測定手法や原子の状態によって得られる値は異なる。原子半径の値は、対象とする原子の状態と文脈に依存したものであることに注意を要する。
主要な原子半径の定義を以下に示す。
- ファンデルワールス半径：最も単純な定義では、（共有結合や金属相互作用によって束縛されていない）元素単体の結晶における原子核間の最小距離の半分である[3]。ファンデルワールス半径は、ファンデルワールス力よりも他の相互作用が支配的な元素(金属など)に対しても定義できる。ファンデルワールス力は量子ゆらぎによる原子内の分極に由来するため、より簡単に測定・計算可能な分極率を元にファンデルワールス半径を間接的に定義する研究も行われている[4]。

- イオン半径：特定のイオン化状態にある元素から構成されるイオン結晶中の原子間距離から推定される原子半径。隣接する正と負に荷電したイオンの間の距離（イオン結合の長さ）を、それらのイオン半径の和であると仮定して導出される[3]。
- 共有結合半径：分子内の原子間距離から推定される、他の原子と共有結合している元素の原子半径。分子内で共有結合している原子間の距離(共有結合の長さ)を、それらの共有半径の和であると仮定して導出される[3]。
- 金属結合半径：金属結合によって互いに結合した元素の原子間距離から推定される原子半径。
- ボーア半径：ボーアの原子模型（1913）によって予測された基底状態の電子軌道の半径[5][6]。水素、単一イオン化ヘリウム、ポジトロニウムなど、電子を一つだけ持つ原子とイオンにのみ適用できる。モデル自体は廃れたが、水素原子のボーア半径は依然として重要な物理定数と見なされている。

## 実験的に測定された原子半径
次の表は、1964年にジョン・クラーク・スレイターの実験によって得られた元素の共有結合半径である。単位はピコメートル(pmまたは1×10-12 m)で、精度は約5pm。ボックスは半径が小さい元素を赤、大きい元素が黄色になるグラデーションで着色されている。灰色はデータが不足している箇所である。
| 族 (行)   | 1      | 2      |    | 3      | 4      | 5      | 6      | 7      | 8      | 9      | 10     | 11     | 12     | 13     | 14     | 15     | 16     | 17     | 18 |  |
| 周期 (列) |        |        |    |        |        |        |        |        |        |        |        |        |        |        |        |        |        |        |    |  |
| 1         | H 25   |        |    |        |        |        |        |        |        |        |        |        |        |        |        |        |        |        | He |  |
| 2         | Li 145 | Be 105 |    |        |        |        |        |        |        |        |        |        |        | B 85   | C 70   | N 65   | O 60   | F 50   | Ne |  |
| 3         | Na 180 | Mg 150 |    |        |        |        |        |        |        |        |        |        |        | Al 125 | Si 110 | P 100  | S 100  | Cl 100 | Ar |  |
| 4         | K 220  | Ca 180 |    | Sc 160 | Ti 140 | V 135  | Cr 140 | Mn 140 | Fe 140 | Co 135 | Ni 135 | Cu 135 | Zn 135 | Ga 130 | Ge 125 | As 115 | Se 115 | Br 115 | Kr |  |
| 5         | Rb 235 | Sr 200 |    | Y 180  | Zr 155 | Nb 145 | Mo 145 | Tc 135 | Ru 130 | Rh 135 | Pd 140 | Ag 160 | Cd 155 | In 155 | Sn 145 | Sb 145 | Te 140 | I 140  | Xe |  |
| 6         | Cs 260 | Ba 215 | *  | Lu 175 | Hf 155 | Ta 145 | W 135  | Re 135 | Os 130 | Ir 135 | Pt 135 | Au 135 | Hg 150 | Tl 190 | Pb 180 | Bi 160 | Po 190 | At     | Rn |  |
| 7         | Fr     | Ra 215 | ** | Lr     | Rf     | Db     | Sg     | Bh     | Hs     | Mt     | Ds     | Rg     | Cn     | Nh     | Fl     | Mc     | Lv     | Ts     | Og |  |
|           |        |        |    |        |        |        |        |        |        |        |        |        |        |        |        |        |        |        |    |  |
|           |        |        | *  | La 195 | Ce 185 | Pr 185 | Nd 185 | Pm 185 | Sm 185 | Eu 185 | Gd 180 | Tb 175 | Dy 175 | Ho 175 | Er 175 | Tm 175 | Yb 175 |        |    |  |
|           |        |        | ** | Ac 195 | Th 180 | Pa 180 | U 175  | Np 175 | Pu 175 | Am 175 | Cm     | Bk     | Cf     | Es     | Fm     | Md     | No     |        |    |  |
|           |        |        |    |        |        |        |        |        |        |        |        |        |        |        |        |        |        |        |    |  |

## 一般的な傾向の解釈

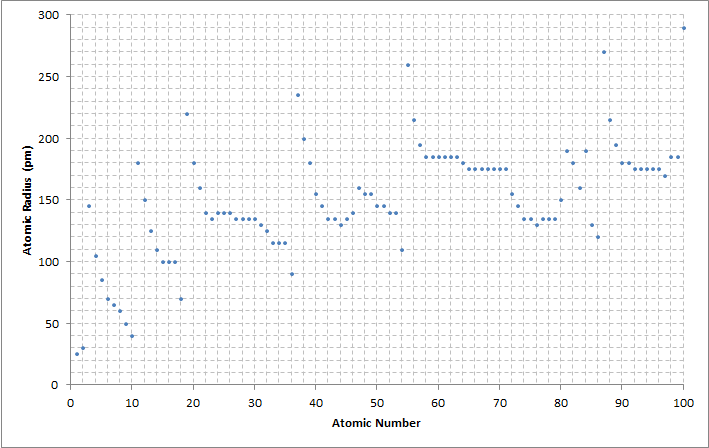
原子番号(1-100)と原子半径を比較したグラフ。精度は±5pm。

原子番号の増加とともに原子半径がどのように変化するかは、電子殻における電子の配置によって説明できる。負に帯電した電子は原子核内の正に帯電した陽子に引き付けられるため、殻は一般に内側から順番に充填されていく。従って原子番号が同一周期内で増加する際には追加の電子はまだ空きのある最外殻へと追加されていく一方で、原子核の陽子の増加（＝正電荷の増加）によって核と電子の間の引力が増大するため、その原子半径は徐々に収縮する傾向となる。希ガスまで到達すると最外殻は完全に電子で満たされた状態になっており、次のアルカリ金属に移った際の追加の電子は新たな殻へと配置されるため、アルカリ金属の原子半径が隣接する希ガスと比べて急増することが説明できる。
核電荷の増加の影響が遮蔽効果として知られる現象によって部分的に相殺されることによって、同一の族で原子番号が増加するほど原子半径が大きくなる傾向が説明される。遮蔽効果は最外殻の電子がより内側にある電子から受ける反発力に由来するものであり、内殻に配置されている電子の増加につれて大きくなる。これにはランタノイド収縮やd-ブロック収縮として知られる注目すべき例外が存在する。
次の表は、元素の原子半径に影響を与える主な現象をまとめたものである。
| 因子     | 原理                                   | 増加する変数           | 傾向                         | 原子半径への影響 |
| -------- | -------------------------------------- | ---------------------- | ---------------------------- | ---------------- |
| 電子殻   | 量子力学                               | 主量子数と方位角量子数 | 各列を下に増加               | 増加させる       |
| 核電荷   | 原子核内の陽子が電子に作用する引力     | 原子番号               | 各周期に沿って増加(左から右) | 減少させる       |
| 遮蔽効果 | 内部電子から最外殻電子に作用する反発力 | 内殻にある電子の数     | 核電荷による効果を減らす     | 増加させる       |

### ランタノイド収縮
ランタン(Z = 57)からイッテルビウム(Z = 70)の間で徐々に電子が充填される4f軌道の電子は、最外殻の電子と核電荷の間の引力を遮蔽する効果が際立って低く、その外側の電子は核から強い引力を受ける。このため原子番号順でランタノイドの直後にあたる第6周期のDブロック元素の原子半径は予想よりも小さく、同じ族のすぐ上の周期の元素の原子半径とほぼ同じである。したがって、ルテチウムは実際にはイットリウムよりわずかに小さく、ハフニウムはジルコニウムとほぼ同じ原子半径であり、タンタルはニオブと同様の原子半径である。
ランタノイド収縮について、次の5つの観察結果が得られている。
1. ランタノイドイオン(Ln3+)のイオン半径は以下の順序で規則的に減少する。
La3+ >Ce3+ > ...、...> Lu3+。
2. ファヤンスの規則によれば、イオンのサイズが小さくなるにつれてイオン結合の共有結合特性が増加する。従ってLn(OH)3におけるLn3+とOH-イオンの間の塩基的特性が減少する。具体例としてYb(OH)3やLu(OH)3が高温高濃度のNaOHに溶解しにくくなる。
3. 原子番号の増加と共に、還元剤として作用する傾向は規則的に減少する。
4. dブロック遷移元素の2行目と3行目は、非常に近い性質を持つ。
5. その結果、それらの元素は天然鉱物中に混在しやすく、単離することが困難である。

### d-ブロック収縮
ランタノイド収縮ほど顕著ではないが、同様の原因により生じる現象としてd-ブロック収縮が存在する。これは3d電子軌道の遮蔽効果が比較的小さいことに由来し、遷移金属の最初の列の直後の元素であるガリウム(Z = 31)から臭素(Z = 35)までの原子半径と化学的性質がその影響を受けている。

## 計算によって導かれた原子半径
次の表は、1967年にエンリコ・クレメンティらによって発表された理論モデルから計算された原子半径を示している。 数値はピコメートル (pm) 単位である。
| 族 (行)   | 1      | 2      |    | 3      | 4      | 5      | 6      | 7      | 8      | 9      | 10     | 11     | 12     | 13     | 14     | 15     | 16     | 17     | 18     |
| 周期 (列) |        |        |    |        |        |        |        |        |        |        |        |        |        |        |        |        |        |        |        |
| 1         | H 53   |        |    |        |        |        |        |        |        |        |        |        |        |        |        |        |        |        | He 31  |
| 2         | Li 167 | Be 112 |    |        |        |        |        |        |        |        |        |        |        | B 87   | C 67   | N 56   | O 48   | F 42   | Ne 38  |
| 3         | Na 190 | Mg 145 |    |        |        |        |        |        |        |        |        |        |        | Al 118 | Si 111 | P 98   | S 88   | Cl 79  | Ar 71  |
| 4         | K 243  | Ca 194 |    | Sc 184 | Ti 176 | V 171  | Cr 166 | Mn 161 | Fe 156 | Co 152 | Ni 149 | Cu 145 | Zn 142 | Ga 136 | Ge 125 | As 114 | Se 103 | Br 94  | Kr 88  |
| 5         | Rb 265 | Sr 219 |    | Y 212  | Zr 206 | Nb 198 | Mo 190 | Tc 183 | Ru 178 | Rh 173 | Pd 169 | Ag 165 | Cd 161 | In 156 | Sn 145 | Sb 133 | Te 123 | I 115  | Xe 108 |
| 6         | Cs 298 | Ba 253 | *  | Lu 217 | Hf 208 | Ta 200 | W 193  | Re 188 | Os 185 | Ir 180 | Pt 177 | Au 174 | Hg 171 | Tl 156 | Pb 154 | Bi 143 | Po 135 | At 127 | Rn 120 |
| 7         | Fr     | Ra     | ** | Lr     | Rf     | Db     | Sg     | Bh     | Hs     | Mt     | Ds     | Rg     | Cn     | Nh     | Fl     | Mc     | Lv     | Ts     | Og     |
|           |        |        |    |        |        |        |        |        |        |        |        |        |        |        |        |        |        |        |        |
|           |        |        | *  | La 226 | Ce 210 | Pr 247 | Nd 206 | Pm 205 | Sm 238 | Eu 231 | Gd 233 | Tb 225 | Dy 228 | Ho 226 | Er 226 | Tm 222 | Yb 222 |        |        |
|           |        |        | ** | Ac     | Th     | Pa     | U      | Np     | Pu     | Am     | Cm     | Bk     | Cf     | Es     | Fm     | Md     | No     |        |        |

## 参照項目
- 化学元素の原子半径 (データ)（英語版）
- 化学結合
- 共有結合半径
- 結合長
- 立体障害
- 運動論的直径（英語版）